# Йохан фон Фрайбург
Йохан фон Фрайбург (на немски: Johann von Freiburg; на френски: Jean de Fribourg, * 26 май 1396, Нойенбург, † 19 февруари 1458, Нойенбург) е титулуван граф на Фрайбург, граф на Нойенбург (1424 – 1458) и господар на Баденвайлер.

## Произход, управление и наследство
Той е единсвеният син на граф Конрад III фон Фрайбург (1372 – 1424) и на Мари дьо Вержи († 1407).
Йохан служи в двора на херцога на Бургундия Жан Безстрашни и след това на неговия син Филип Добрия, и защитава също интересите на Берн. След смъртта на баща му Йохан става през 1424 г. граф на Нойенбург (Ньошател). През 1440 г. той е маршал на Бургундия.
Йохан се жени през 1416 г. за Мари дьо Шалон († 1465), дъщеря на Жан III дьо Шалон-Арле. С нея той има един син и две дъщери, които умират като деца.
Леля му Анна е омъжена за маркграф Рудолф фон Хахберг-Заузенберг, чийто внук, Рудолф IV от Хахберг-Заузенберг след смъртта на Йохан наследява неговата собственост.